# Please Please Me
Please Please Me je prvi studijski album grupe The Beatles objavljen u ožujku 1963. godine, ponajprije da bi se kapitalizirao uspjeh njihovih singlova Please Please Me i "Love Me Do" koji su dospjeli na drugo, odnosno sedamnaesto mjesto britanske top ljestvice singlova. 
Od četrnaest pjesama na albumu, osam je napisao autorski tandem Lennon/McCartney, rani dokaz tvrdnje časopisa Rolling Stone da su Beatlesi samodostatni rock sastav (sami pišu pjesme i sviraju instrumente). To je, za to vrijeme, bilo prilično neuobičajeno, jer je većina tadašnjih rock sastava obrađivala pjesme drugih izvođača. 
Album se prvobitno trebao zvati "Off the Beatles" no nakon golemog uspjeha singla "Please, Please Me", za naziv albuma je izabran naziv tog singla.  
Časopis Rolling Stone je album uvrstio na 39. mjesto u izboru 500 najboljih albuma svih vremena, što je najbolji plasman nekog ranog albuma grupe u tom izboru.
Please Please Me je službeno pušten u prodaju na CD-u 26. veljače 1987. godine.

## Popis pjesama
Sve skladbe napisali su McCartney i Lennon, osim gdje je drugačije naznačeno.
1. "I Saw Her Standing There"   	2:55
2. "Misery"   	1:50
3. "Anna (Go to Him)" (Arthur Alexander) 	2:57
4. "Chains" (Gerry Goffin, Carole King) 	2:26
5. "Boys" (Luther Dixon, Wes Farrell) 	2:27
6. "Ask Me Why"   	2:27
7. "Please Please Me"   	2:03
8. "Love Me Do"   	2:22
9. "P.S. I Love You"   	2:05
10. "Baby It's You" (Mack David, Barney Williams, Burt Bacharach) 	2:38
11. "Do You Want to Know a Secret"   	1:59
12. "A Taste of Honey" (Bobby Scott, Ric Marlow) 	2:05
13. "There's a Place"   	1:52
14. "Twist and Shout" (Phil Medley, Bert Russell) 	2:33

## Izvođači
1. John Lennon - pjevač, akustična i ritam gitara
2. Paul McCartney - pjevač, bas-gitara
3. George Harrison - pjevač, akustična i ritam gitara
4. Ringo Starr - pjevač, bubnjevi, udaraljke

## Top ljestvica

### Album
| Godina | Ljestvica       | Pozicija |
| ------ | --------------- | -------- |
| 1963.  | Disc Weekly     | #1       |
| 1963.  | Melody Maker    | #1       |
| 1963.  | NME             | #1       |
| 1963.  | Record Retailer | #1       |

### Singlovi
| Godina | Singl              | Ljestvica                        | Pozicija |
| ------ | ------------------ | -------------------------------- | -------- |
| 1963.  | "Love Me Do"       | Britanska Top Ljestvica Singlova | #17      |
| 1963.  | "Please Please Me" | Britanska Top Ljestvica Singlova | #2       |
| 1964.  | "Love Me Do"       | Billboard Pop Singlovi           | #1       |
| 1964.  | "Please Please Me" | Billboard Pop Singlovi           | #3       |
| 1964.  | "Twist and Shout"  | Billboard Pop Singlovi           | #2       |

## Vanjske poveznice
- allmusic.com  Arhivirana inačica izvorne stranice od 12. listopada 2007. (Wayback Machine) - Please Please Me